# Malá Sutecká
Malá Sutecká – dolina w Wielkiej Fatrze w Karpatach Zachodnich na Słowacji. Jest prawym odgałęzieniem doliny Veľká Sutecká. Wcina się w północne stoki masywu Zwolenia. Jej  zbocza tworzą dwa zachodnie grzbiety szczytu Čierna hora (1335 m), opadające do Doliny Rewuckiej (Revúcka dolina). 
Dnem doliny spływa jeden z dopływów potoku Šturec. Malá Sutecká jest całkowicie porośnięta lasem, w obydwu jej zboczach w lesie tym znajdują się skały i urwiska skalne. Cała dolina znajduje się w obrębie strefy ochronnej Parku Narodowego Niżne Tatry i nie wyznakowano w niej żadnego szlaku turystycznego.